# Игнатово (Пожарский сельсовет)
Игнатово — деревня в Бабаевском районе Вологодской области.
Входит в состав Пожарского сельского поселения, с точки зрения административно-территориального деления — в Пожарский сельсовет.
Расстояние по автодороге до районного центра Бабаево составляет 73 км, до центра муниципального образования деревни Пожара — 3 км. Ближайшие населённые пункты — Андроново, Горки, Демшино.
Население по данным переписи 2002 года — 35 человек (18 мужчин, 17 женщин). Всё население — русские.